# Georgios Orphanidis
Georgios Orphanidis (eller Orfanidis, Græsk: Γεώργιος Ορφανίδης) (født 1859, død 1942) var en græsk sportsskytte. Han deltog i tre af de første olympiske lege i moderne tid.
I 1896 deltog Orphanidis i alle fem konkurrencer i skydning. Den første konkurrence var militær riffel, hvor han endte på en femteplads, med et samlet resultat på 1.698. Hans placering i den anden konkurrence, militær pistol, kendes ikke, men man ved han ikke endte blandt de tre bedste. I fri pistol endte han som den sidste af fem skytter.
I pistol på 25 m fik Orphanidis sin første placering i toppen. Hans samlede resultat var på 249 points og gav ham andenpladsen bag landsmanden Ioannis Phrangoudis med 344 point, mens danske Holger Nielsen blev treer (ukendt pointtal). Endelig opnåede han sit bedste resultat, da han vandt konkurrencen i fri riffel, hvor han med en score på 1.583 point besejrede Phrangoudis, der fik 1.312 point, mens danske Viggo Jensen blev treer med 1.305 point. I konkurrencen deltog tyve skytter, deraf atten fra Grækenland.
Hans næste olympiske lege var de olympiske mellemlege 1906, også i Athen. Her deltog han i hele ti konkurrencer, hvor han dog i de fleste opnåede sekundære placeringer. Han vandt én konkurrence, fri pistol på 50 m, hvor han scorede 221 point, mens franske Jean Fouconnier med 219 point blev toer og grækeren Aristidis Rangavis med 218 point blev treer.
Endelig deltog han i fire konkurrencer ved OL 1908 i London. De tre var holdkonkurrencer, hvor han var med til at blive nummer syv i fri pistol, nummer ni i fri riffel og nummer syv i militærriffel. Hans eneste individuelle konkurrence var riffelskydning, hvor han blev nummer femten.
Orphinidis var søn af en professor i medicin og blev selv uddannet jurist. Han virkede som advokat i mange år, og i 1920'erne var han medlem af Grækenlands olympiske komité.